# Lee Sang-yoon
Lee Sang-yoon (ur. 10 kwietnia 1969 w Daejeon) – były południowokoreański piłkarz grający na pozycji napastnika, obecnie trener.

## Kariera klubowa
Lee Sang-yoon swoją karierę rozpoczął w klubie Konkuk University w 1988 roku. W 1990 przeszedł do Ilhwa Chunma and Cheonan Ilhwa Chunma. Z Ilhwa Chunma zdobył trzykrotnie mistrzostwo Korei w 1993, 1994 i 1995 roku oraz Azjatycką Ligę Mistrzów 1996 roku. W 1999 przeszedł do francuskiego FC Lorient, w którym grał przez kilka miesięcy, po czym wrócił do Seongnam Ilhwa Chunma. W 2001 roku przeszedł do Bucheon SK, gdzie wkrótce zakończył karierę piłkarską po rozegraniu 16 spotkań i strzeleniu jednej bramki.

## Kariera reprezentacyjna
W 1989-1998 Lee Sang-yoon grał w reprezentacji Korei Południowej. W 1990 pojechał z reprezentacją na mundial do Włoch. Na mundialu był rezerwowym i nie wystąpił w żadnym meczu. W 1998 pojechał z reprezentacją na mundial do Francji. Na mundialu wystąpił w dwóch spotkaniach: z reprezentacją Meksyku oraz z reprezentacją Holandii. Łącznie w reprezentacji Korei Południowej zaliczył 29 spotkań i strzelił 12 bramek.

## Kariera trenerska
Po zakończeniu kariery piłkarskiej Lee Sang-yoon został trenerem. Od 2002 roku jest trenerem w Cha Bum-Kun Youth Academy, założonej przez słynnego koreańskiego piłkarza Cha Bum-kuna.